# Termoemise
Termoemise (tepelná emise) je fyzikální jev, při kterém je emitován tok nosičů náboje z povrchu materiálu při zahřátí. K jevu dojde, protože nosiči náboje je předána energie tepla, která je nutná pro překonání energetické bariéry držící nosič v původním materiálu. Dodaná energie nezvýší energii nosiče náboje, ale je zanechána v místě. Když je emise způsobena zapojením do elektrického obvodu, je zanechaný náboj neutralizován nábojem dodaným ze zdroje elektrické energie. Pojem termoemise se v současné době používá i pro uvolnění nosiče náboje z jednoho pevného materiálu do druhého, což využívá termočlánek pro výrobu elektrického proudu z tepla nebo pro chlazení. Emise náboje se s rostoucí teplotou výrazně zvyšuje.
Klasickým příkladem je termoemise elektronů z povrchu rozžhavené katody do okolního vakua (též nazývána jako Edisonův jev), jenž se využívá v zářivkách a elektronkách. Emise elektronů z kovu do vakua nastává při teplotě přes 730 °C.